# Johannes Bergemann
Johannes Bergemann (* 19. Januar 1960 in Bremen) ist ein deutscher Klassischer Archäologe.

## Leben und Werk
Johannes Bergemann studierte von 1978 bis 1987 Klassische Archäologie, Alte Geschichte und Christliche Archäologie in Göttingen, Bonn und München. Nach der Promotion 1987 in München bei Paul Zanker war er von 1987 bis 1995 Hochschulassistent in Göttingen. Seine Habilitation erfolgte 1994 ebenfalls in Göttingen. Von 1998 bis 2000 war er Hochschuldozent an der Universität Leipzig. Von 2000 bis 2009 war er Professor für Klassische Archäologie an der Ruhr-Universität Bochum, wo er von 2003 bis 2005 auch das Amt des Dekans der Fakultät für Geschichtswissenschaft innehatte. Seit dem 1. August 2009 ist er Inhaber des Lehrstuhls für Klassische Archäologie und Leiter des Archäologischen Instituts an der Universität Göttingen; 2012/13 war er Kondekan und 2013–2015 Dekan der Philosophischen Fakultät.
Seine Arbeitsgebiete sind griechische und römische Archäologie, insbesondere antike Porträts, antike Sepulkralkultur, historische Landeskunde, Griechische Kolonisation, römisches Griechenland und archäologische Datenbanken. Von 2002 bis 2008 leitete er einen Survey im antiken Gela. 2009 wurde der Agrigent-Survey im Hinterland der antiken Stadt Akragas ebenfalls auf Sizilien begonnen. Seit 2012 wird zudem das Umland der Stadt Kamarina untersucht.
Bergemann ist archäologischer Herausgeber des Göttinger Forum für Altertumswissenschaft. Verbundprojekte, an denen er zum Teil als Sprecher teilnimmt, sind ArcheoInf und PONS – Archäologie.
Daneben arbeitet er in Verbundprojekten wie dem SFB „Religion und Bildung“, dem VW-Vorab-Projekt „Nachhaltigkeit als historisches Argument“ oder „PONS – Geistes und Kulturwissenschaften“ der VW-Stiftung (Sprecher).

## Schriften
- Römische Reiterstatuen. Ehrendenkmäler im öffentlichen Bereich (= Beiträge zur Erschließung hellenistischer und kaiserzeitlicher Skulptur und Architektur. Band 11). Philipp von Zabern, Mainz 1990, ISBN 3-8053-1149-4 (zugleich Dissertation München 1987).
- Demos und Thanatos. Untersuchungen zum Wertsystem der Polis im Spiegel der attischen Grabreliefs des 4. Jahrhunderts v. Chr. und zur Funktion der gleichzeitigen Grabbauten. Biering und Brinkmann, München 1997, ISBN 3-930609-10-X (zugleich Habilitationsschrift Göttingen 1994).
- Die römische Kolonie von Butrint und die Romanisierung Griechenlands (= Studien zur antiken Stadt. Band 2). Pfeil, München 1998, ISBN 3-931516-28-8.
- Orientierung Archäologie – was sie kann, was sie will. Rowohlt, Reinbek 2000, ISBN 3-499-55612-X.
- als Herausgeber: Wissenschaft mit Enthusiasmus. Beiträge zu antiken Bildnissen und zur historischen Landeskunde. Klaus Fittschen gewidmet (= Internationale Archäologie, Studia honoraria. Band 14). Verlag Marie Leidorf, Rahden (Westfalen) 2001, ISBN 3-89646-394-2.
- als Herausgeber: Der Gela-Survey. 3000 Jahre Siedlungsgeschichte in Sizilien (= Göttinger Studien zur mediterranen Archäologie. Band 1). 3 Teilbände, Biering & Brinkmann, München 2010, ISBN 978-3-930609-57-4.
- als Herausgeber mit Klaus Fittschen: Katalog der Skulpturen der Sammlung Wallmoden (= Göttinger Studien zur mediterranen Archäologie. Band 6). Biering & Brinkmann, München 2015, ISBN 978-3-930609-61-1.
- als Herausgeber: Der Agrigent-Hinterland-Survey. 3000 Jahre Siedlungsgeschichte in den Monti Sicani (= Göttinger Studien zur mediterranen Archäologie. Band 11). 2 Teilbände, Verlag Marie Leidorf, Rahden (Westfalen) 2020, ISBN 978-3-86757-510-2.